# Département Haute-Loire
Das Département de la Haute-Loire [otˈlwaːʀ] ist das französische Département mit der Ordnungsnummer 43. Es liegt im Süden des Landes in der Region Auvergne-Rhône-Alpes und ist nach dem Oberlauf der Loire benannt.

## Geographie
Das Département Haute-Loire grenzt im Norden an die Départements Puy-de-Dôme und Loire, im Osten und Südosten an das Département Ardèche, im Südwesten an das Département Lozère der Region Okzitanien und im Westen an das Département Cantal.
Das Département liegt im östlichen Teil des Zentralmassivs und gehört überwiegend zur Landschaft des Velay. Im Norden erstreckt sich der weit in das Département Puy-de-Dôme reichende Regionale Naturpark Livradois-Forez. Den Westen des Départements durchzieht der Fluss Allier in nördlicher Richtung. Die namensgebende Loire erreicht in ihrem Oberlauf das Département von Süden her, passiert die zentral gelegene Hauptstadt Le Puy-en-Velay und fließt dann nordostwärts, bis sie in Aurec-sur-Loire in das Département Loire übergeht.
Die vulkanischen Böden und das Mikroklima mit strengen Wintern und warmen Sommern sind optimal für den Anbau von Linsen. Das Département Haute-Loire ist Produzent der mit einer geschützten Herkunftsbezeichnung AOP versehenen Grünen Le Puy Linsen (Lentille Verte du Puy), die ausschließlich in 88 Kommunen des Départements sowie unter festgelegten Bedingungen angebaut werden dürfen. So darf beim Anbau kein Dünger eingesetzt und nicht bewässert werden.

## Geschichte
Das Département wurde während der Französischen Revolution am 4. März 1790 aus Teilen der bis dahin bestehenden Provinzen Auvergne und Languedoc (die dem Bischof von Le Puy unterstehende Grafschaft Velay) gebildet. Es untergliederte sich in drei Distrikte (districts), den Vorläufern der Arrondissements. Die Distrikte waren Brioude, Le Puy und Yssingeaux. Das Département und die Distrikte untergliederten sich in 32 Kantone und hatten (1791) ca. 200.000 (?) Einwohner. Hauptstadt war bereits damals Le Puy.
Die mit den Distrikten identischen Arrondissements Brioude, Le Puy und Yssingeaux wurden am 17. Februar 1800 eingerichtet. Vom 10. September 1926 bis zum 1. Juni 1942 war das Arrondissement Yssingeaux aufgelöst und dem Arrondissement Le Puy zugeordnet.
Von 1960 bis 2015 war es Teil der Region Auvergne, die 2016 in der Region Auvergne-Rhône-Alpes aufging.

## Städte
Die bevölkerungsreichsten Gemeinden des Départements Haute-Loire sind:
| Stadt               | Einwohner (2022) | Arrondissement  |
| ------------------- | ---------------- | --------------- |
| Le Puy-en-Velay     | 18.989           | Le Puy-en-Velay |
| Monistrol-sur-Loire | 8.874            | Yssingeaux      |
| Yssingeaux          | 7.380            | Yssingeaux      |
| Brioude             | 6.523            | Brioude         |
| Aurec-sur-Loire     | 6.133            | Yssingeaux      |
| Sainte-Sigolène     | 6.060            | Yssingeaux      |

## Verwaltungsgliederung

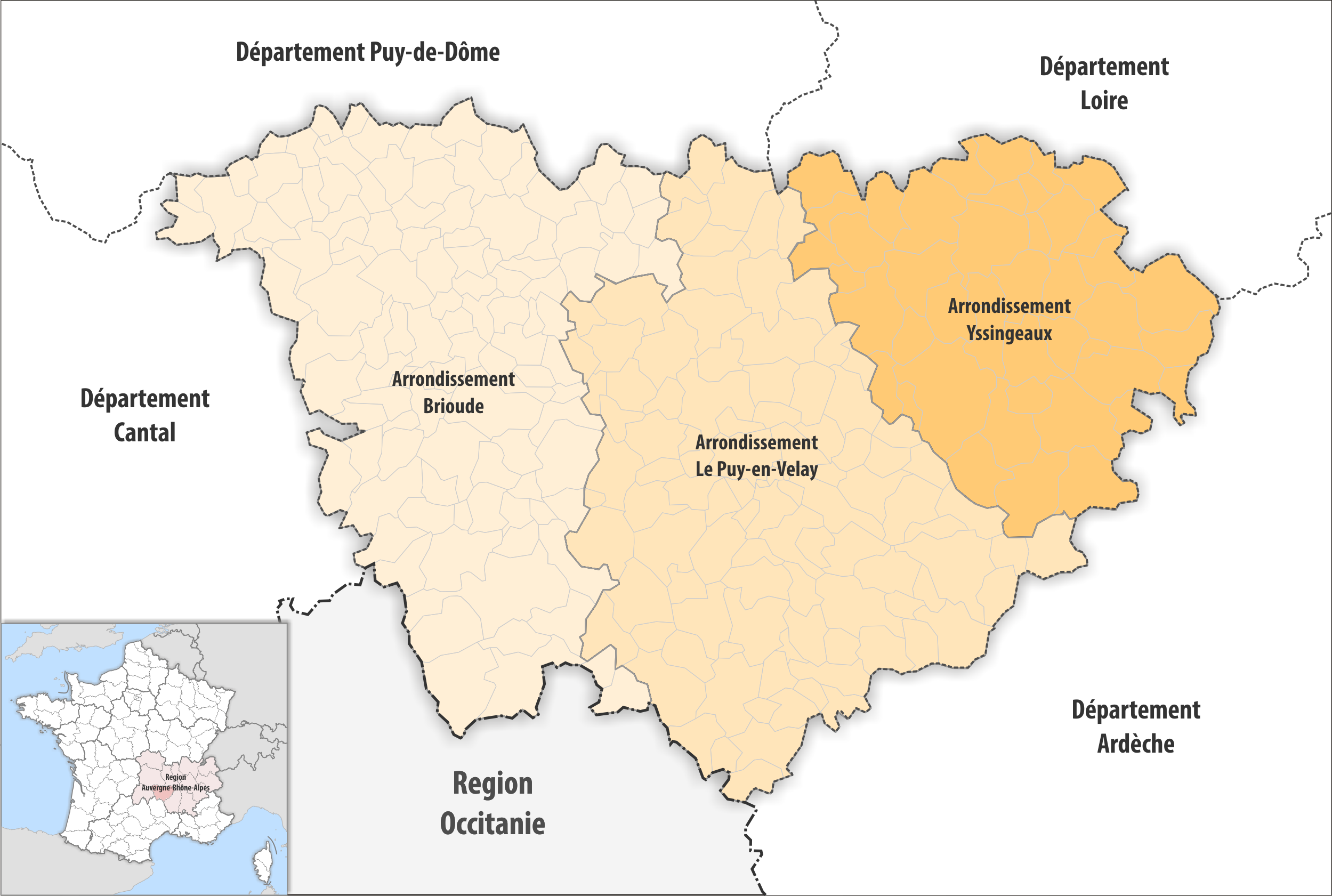
Gemeinden und Arrondissemente im Département Haute-Loire

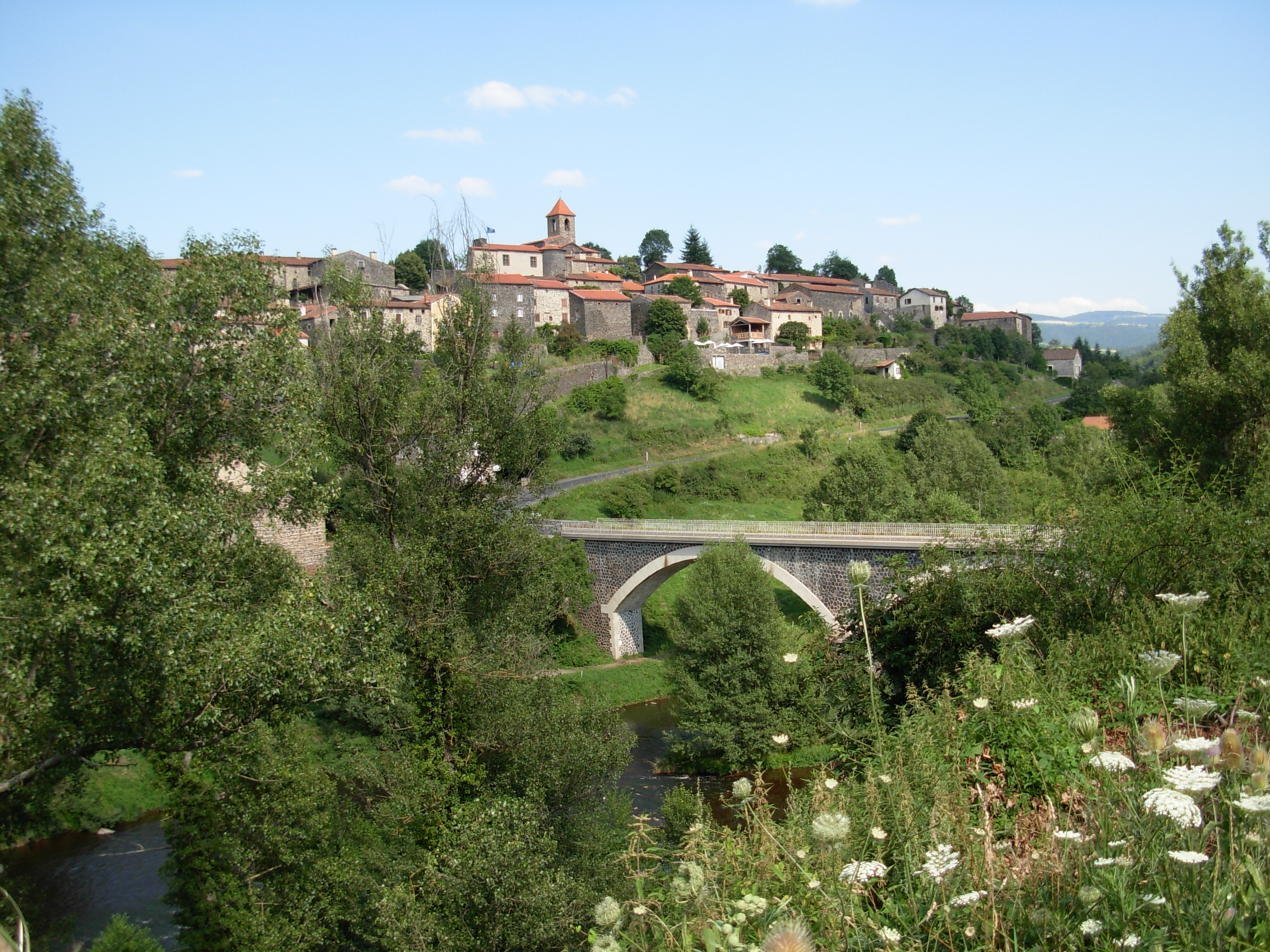
Saint-Arcons-d'Allier mit Brücke über die Schlucht des Allier

Das Département Haute-Loire gliedert sich in 3 Arrondissements, 19 Kantone und 257 Gemeinden:
| Arrondissement          | Kantone | Gemeinden | Einwohner 1. Januar 2022 | Fläche km² | Dichte Einw./km² | Code INSEE |
| ----------------------- | ------- | --------- | ------------------------ | ---------- | ---------------- | ---------- |
| Brioude                 | 5       | 111       | 44.778                   | 1.886,76   | 24               | 431        |
| Le Puy-en-Velay         | 9       | 102       | 97.088                   | 1.930,66   | 50               | 432        |
| Yssingeaux              | 8       | 44        | 86.295                   | 1.159,72   | 74               | 433        |
| Département Haute-Loire | 19      | 257       | 228.161                  | 4.977,14   | 46               | 43         |

Siehe auch:
- Liste der Gemeinden im Département Haute-Loire
- Liste der Kantone im Département Haute-Loire
- Liste der Gemeindeverbände im Département Haute-Loire